# 穆鲁埃塔
穆鲁埃塔，是西班牙巴斯克自治区比斯开省的一个市镇。总面积5平方公里，总人口259人（2001年），人口密度52人/平方公里。